# Socatur
La Socatur (Société Camerounaise de transports urbains) est une entreprise ayant pour mission d'exploiter le service de transport en commun de voyageurs par autobus dans la communauté urbaine de Douala au Cameroun.

## Histoire
Elle succède à la SOTUC disparue en 1995. Société anonyme totalement privée lors de sa création en 2001, elle compte depuis 2007, à son tour de table les 6 communes d'arrondissement et la Communauté urbaine de Douala pour 33% du capital.

## Réseau
Elle dispose d'un réseau concédé de 13 lignes dont 9 sont en exploitation en 2009. La Communauté Urbaine de Douala a identifié près de 30 lignes susceptibles d’exploitation.
Elle compte en 2009, 9 lignes exploitées pour 130 km et 400 points d’arrêts. De nouvelles lignes sont déployées en 2014 portant le réseau à huit lignes :
- Ligne 1 : Ndogpassi (village) - Salle des fêtes d’Akwa
- Ligne 1A : ELF axe lourd - Salle des fêtes d’Akwa
- Ligne 2 : Ndokoti - Bonanjo PTT

- Ligne 7 : Ndokoti - Nyalla
- Ligne 8 : Ndokoti - Bonabéri

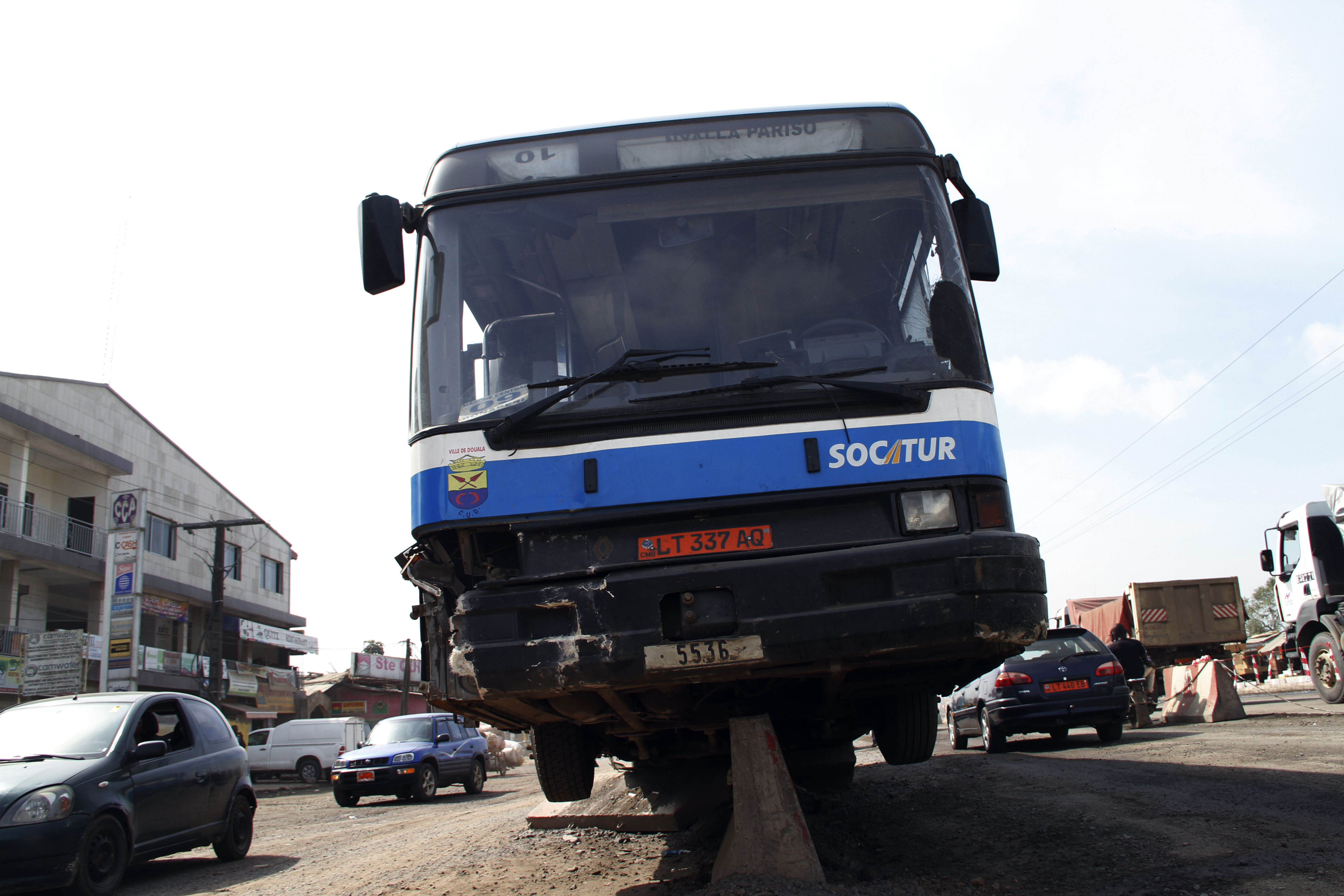
Bus Socatur à Bonabéri.

- Ligne 10 : Maképé - Ndokoti - Marché central
- Ligne 11 : Ndokoti - Ndogpassi (village)
- Ligne 13 : Maképé - Bonanjo PTT
- Ligne 14 : Akwa - Ndokoti - PK 14
- Ligne 16 : Bonabéri (centre équestre) - Akwa (Soudanaise)
- Ligne 17 : logpom - akwa - bonaberi